# Христианский терроризм
Христианский терроризм — вид религиозного терроризма, использующий для оправдания совершаемых деяний учение Христа. Как правило, трактовки религиозных текстов христианскими террористами отличаются от общепринятых. Порою декларируемые террористами христианские цели являются лишь циничным прикрытием для более низменных целей.
Круг лиц на протяжении истории причисляемым к христианским террористам широк и включает в себя военизированные организации, секты, а также просто группы людей, целью которых являлся террор. Ряд организаций, пропагандирующих христианский терроризм, рассчитывает на то, что на их призыв совершать теракты откликнутся официально не связанные с организацией лица.